# Hans Hedtoft
Hans Hedtoft, né le 21 avril 1903 à Aarhus (Danemark) et mort le 29 janvier 1955 à Stockholm (Suède), est un homme politique danois. Membre du Parti social-démocrate, il est Premier ministre entre 1947 et 1950 puis entre 1953 et 1955. 
Informé en 1943 du projet allemand de rafler et déporter les juifs danois, il prévient la résistance ce qui permet de sauver 7 220 des 7 800 Juifs du pays. 
Il est enterré au cimetière Vestre à Copenhague.

## Articles connexes

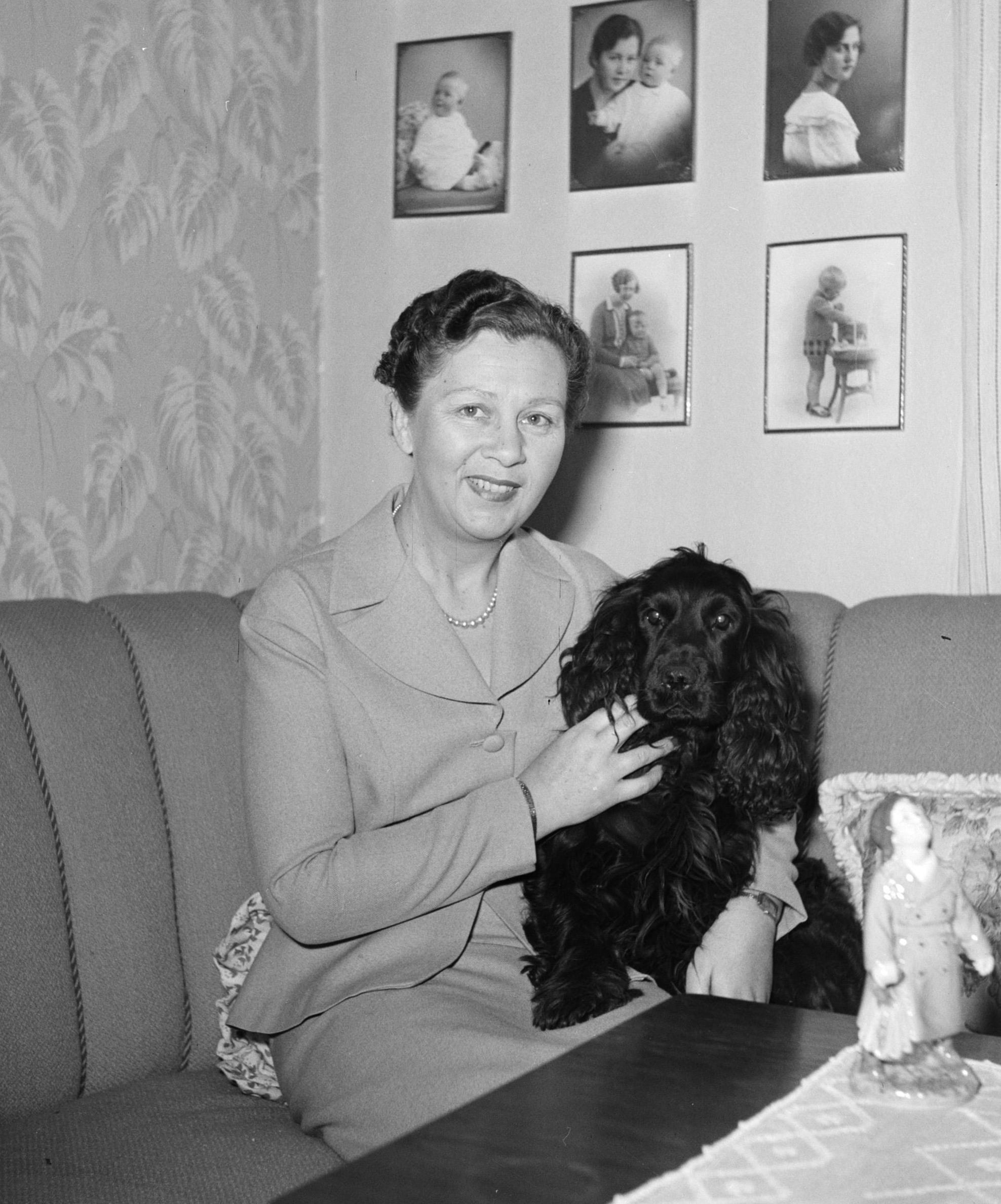
Son épouse Ella Hedtoft, en 1954.